# Jan Harff
Jan Harff (* 14. März 1943 in Güstrow) ist ein deutscher Geologe, der sich insbesondere mit Sedimentologie und Meeresgeologie befasst.

## Leben und Wirken
Harff studierte ab 1964 an der Humboldt-Universität Berlin und erhielt 1969 sein Diplom als Geologe an der Universität Greifswald. 1974 wurde er dort promoviert und war dann Wissenschaftler am Zentralinstitut für Physik der Erde der Akademie der Wissenschaften der DDR in Potsdam. 1986 wurde er dort Abteilungsleiter Mathematische Geologie. Insbesondere befasste er sich mit der Erstellung mathematischer Modelle für die norddeutsch-polnische Senke. Nach der Wende wandte er sich der Meeresgeologie zu und wurde Sektionsleiter am Leibniz-Institut für Ostseeforschung (IOW) in Warnemünde. Gleichzeitig wurde er 1993 Professor für Marine Geologie an der Universität Greifswald. Er studierte unter anderem die Küstenentwicklung der südlichen Ostsee in der letzten Eiszeit (SINCOS Projekt, bis 2008). Er war auch zu Auslandsaufenthalten in China, Vietnam, den USA, Polen und Russland. Er war Chef-Wissenschaftler mehrerer ozeanographischer Expeditionen mit Forschungsschiffen in der Ostsee und West-Grönland. 2008 ging er in den Ruhestand und war zwei Jahre lang Stipendiat der Humboldt-Stiftung und der Polnischen Wissenschaftsstiftung an der Universität Stettin.

## Auszeichnungen und Mitgliedschaften
1986 erhielt Harff die Abraham-Gottlob-Werner-Medaille und 1989 sowohl den Friedrich Stammberger Preis der GGW als auch den Award of Distinguished Service des Kansas Geological Survey. 1996 (erhalten 1998) erhielt er die Krumbein-Medaille der International Association of Mathematical Geology (IAMG). 2009 erhielt er die Serge-von-Bubnoff-Medaille für Verdienste in der Ostseeforschung (marine Küstengeologie, Modellierung mariner Sedimentsysteme). 2013 zeichnete ihn das chinesische Ministerium für Wissenschaft und Technologie mit dem International Science and Technology Cooperation Award aus.
Harff ist auswärtiges Mitglied der Russischen Akademie der Wissenschaften (2002) und der Litauischen Akademie der Wissenschaften.